# ФК Клаксвик
Спортски клуб Клаксвик (ферј. Klaksvíkar Ítróttarfelag; скраћено КИ — ферј. KÍ) јесте фудбалски клуб из града Клаксвик са Фарских Острва. Клуб је основан 1904. године и тренутно наступа у Премијер лиги Фарских Острва, највишој категорији тамошњег фудбала. Екипа Клаксвика наступа на стадиону Вид Дјупумирар, капацитета 2.600 седећих места. Клаксвик је један од најуспешнијих клубова са Фарских Острва, са освојених 18 титула у првенству и 6 трофеја у купу.

## Историја
Клаксвик је био први шампион Премијер лиге Фарских Острва пошто је освојио наслов у уводној години такмичења — 1942. Клуб се први пут такмичио на европској сцени у сезони 1992/93. када је поражен у прелиминарном колу квалификација од летонског шампиона, ФК Сконто из Риге.
Освајањем дупле круне 1999. године, КИ је достигао број од 17 титула што је био тадашњи рекорд. Клуб није освојио ниједну лигашку титулу до 2019. године. Иако је клуб са вековном традицијом имао привилегију да буде најтрофејнији у једном периоду, надмашио их је ХБ Торсхавн, који данас има 23 шампионских титула.
Године 2019. клуб је забележио највећи успех у историји на међународној сцени, пошто се пласирао у друго коло квалификација за УЕФА Лигу Европе, елиминисавши литванску екипу Ритераи. Исте године освојена је и титула шампиона земље после 20 година ишчекивања.

## Трофеји
- Премијер лига
  - Победник (21): 1942, 1945, 1952, 1953, 1954, 1956, 1957, 1958, 1961, 1966, 1967, 1968, 1969, 1970, 1972, 1991, 1999, 2019, 2021, 2022, 2023.
- Куп Фарских Острва
  - Победник (6): 1966, 1967, 1990, 1994, 1999, 2016.
- Суперкуп Фарских Острва
  - Победник (3): 2020, 2022, 2023.

## Клаксвик у европским такмичењима
| Сезона   | Такмичење            | Коло        | Клуб              | Дом. | Гост | Укупно    |
| -------- | -------------------- | ----------- | ----------------- | ---- | ---- | --------- |
| 1992/93. | Лига шампиона        | пр.         | Сконто            | 1:3  | 0:3  | 1:6       |
| 1995/96. | Куп победника купова | кв.         | Макаби Хаифа      | 3:2  | 0:4  | 3:6       |
| 1997/98. | Куп УЕФА             | 1. коло кв. | Ујпешт            | 2:3  | 0:6  | 2:9       |
| 1999/00. | Куп УЕФА             | кв.         | ГАК               | 0:5  | 0:4  | 0:9       |
| 2000/01. | Лига шампиона        | 1. коло кв. | Црвена звезда     | 0:3  | 0:2  | 0:5       |
| 2002/03. | Куп УЕФА             | кв.         | Ујпешт            | 2:2  | 0:1  | 2:3       |
| 2003/04. | Куп УЕФА             | кв.         | Молде             | 0:2  | 0:4  | 0:6       |
| 2017/18. | УЕФА Лига Европе     | 1. коло кв. | АИК               | 0:0  | 0:5  | 0:5       |
| 2018/19. | УЕФА Лига Европе     | пр.         | Биркиркара        | 2:1  | 1:1  | 3:2       |
| 2018/19. | УЕФА Лига Европе     | 1. коло кв. | Жалгирис          | 1:2  | 1:1  | 2:3       |
| 2019/20. | УЕФА Лига Европе     | пр.         | Тре Фјори         | 5:1  | 4:0  | 9:1       |
| 2019/20. | УЕФА Лига Европе     | 1. коло кв. | Ритерјај          | 0:0  | 1:1  | 1:1 (пгг) |
| 2019/20. | УЕФА Лига Европе     | 2. коло кв. | Луцерн            | 0:1  | 0:1  | 0:2       |
| 2020/21. | Лига шампиона        | 1. коло кв. | Слован Братислава | 3:0  | Н/Д  | 3:0       |
| 2020/21. | Лига шампиона        | 2. коло кв. | Јанг бојс         | Н/Д  | 1:3  | 1:3       |
| 2020/21. | УЕФА Лига Европе     | 3. коло кв. | Динамо Тбилиси    | 6:1  | Н/Д  | 6:1       |
| 2020/21. | УЕФА Лига Европе     | плеј-оф     | Дандалк           | Н/Д  | 1:3  | 1:3       |
| 2021/22. | Лига конференције    | 1. коло кв. | РФС               | 2:4  | 3:2  | 5:6       |